# 钩鼻海豹属
钩鼻海豹属（学名：Gryphoca）是海豹科下的一个属。

## 下属物种
本属包括以下物种：
- 北欧钩鼻海豹 Gryphoca nordica Koretsky, Rahmat & Peters, 2014
- 类钩鼻海豹 Gryphoca similis (Van Beneden, 1876)